# Mike Gandolfo
Mike Gandolfo (Lakeland, 3 ottobre 1958) è un ex tennista statunitense.

## Carriera
In carriera ha raggiunto nel doppio la 75ª posizione della classifica ATP, mentre nel singolare ha raggiunto il 203º posto. Nei tornei del Grande Slam ha ottenuto il suo miglior risultato raggiungendo i quarti di finale di doppio agli US Open nel 1983, in coppia con il connazionale Gary Donnelly.